# Cyathotrochus herdmani
Cyathotrochus herdmani är en korallart som beskrevs av Bourne 1905. Cyathotrochus herdmani ingår i släktet Cyathotrochus och familjen Turbinoliidae.
Artens utbredningsområde är Indiska oceanen. Inga underarter finns listade i Catalogue of Life.